# Los Ríos (República Dominicana)
Los Ríos es un municipio del sur de la República Dominicana que se hubica en la parte norte del Lago Enriquillo y que pertenece a la provincia de Bahoruco.

## Límites
Municipios limítrofes:
|                    | Norte: El Cercado    |                     |
| Oeste: Postrer Río |                      | Este: Villa Jaragua |
|                    | Sur: Lago Enriquillo |                     |

## Distritos municipales
Está formado por los distritos municipales de:
| Nombre          | Código   |
| --------------- | -------- |
| Los Ríos        | 06030501 |
| Las Clavellinas | 06030501 |

## Historia
Repoblado a mediados del siglo XIX por inmigrantes  de los municipios de San Cristóbal y Azua de Compostela quienes viajaban con frecuencia en actividades comerciales hacia Haiti, dichos viajes los hacian en caballos y mulos. 
Atraidos por la belleza de su naturaleza compuesta por rios, arroyos, pequeñas cascadas, animales silvestres y una amplia y espesa vegetacion quedaron impactado y decidieron establecerse aqui juntos a sus familias y dedicarse a la produccion agricola y ganadera.
Como su nombre indica, el nombre de este municipio se debe a la cantidad de aguas corrientes que se encuentra en la zona y que bañan sus tierras.
Los Rios pasó a ser municipio de la provincia de bahoruco el 27 de noviembre de 2001.

## Demografía
Según el censo de población del año 2022 el municipio tenía una poblacion de 9,305 habitantes, con una dencidad de poblacion de 63 hab/km2. De los cuales 4,360 son mujeres y 4, 945 son hombres.

## Hidrografía
El municipio cuenta con un rio llamado barrero y varios arroyos activos que desembocan en el lago enriquillo.

## Economía
La agricultura (los principales productos son el plátano, café, uva, limón, aguacates, mangos y pitahaya), las remesas y la ganaderia en pequeña escala representan las actividades económicas principales de este municipio. Existe tambien la pesca de tilapia del lago Enriquillo y la apicultura.
También hay varios negocios organizados de venta de productos alimenticios, supermercados, ferreterias, respuestos de vehiculos y motocicletas, pequeños restaurantes, tiendas de ropas y accesorios, agencias de electrodomestico, bares nocturnos, barberias y salones de belleza, etc. 
Existen talleres de vehiculos, puertas y ventanas, ebanisteria, herreria, entre otros.
Tambien el municipio cuenta con dos hoteles confortables para los visitantes y viajeros de paso.

## Educacion
Desde 1935 hasta esta época, la instrucción básica pública ha ido en aumento en este municipio. Actualmente funcionan unas 9 escuelas básicas y dos liceos secundarios. 

## Salud
En el área de salud el Municipio dispone de un hospital municipal, dos Unidades de Atención Primaria (UNAPs) y una policlínica en el distrito municipal de Las Clavellinas. Existen un consultorio de odontologia y un centro de sonografias.

## Servicios
El municipio cuenta con dos cuarteles de bomberos, dos estaciones de policia, una cooperativa, una funeraria, un comedor economico y un centro tecnologico comunitario.

## Cultura
En Los Ríos existe un museo histórico y cultural. El primer museo rural del país. En él se conservan piezas antiguas utilizadas por los nativos, y por los primeros habitantes de la zona. 

## Festividades
Las fiestas patronales de Los Ríos son celebradas el 24 de septiembre, en honor a Nuestra Señora de Las Mercedes y en el dstrito municipal de Las Clavellinas se celebran el 24 de mayo, honrando a su patrona María Auxiliadora.

## Turismo
Actualmente el municipio cuenta con varios centros turisticos muy conocidos en la region asi como el hoyo de felipe en Los Ríos y las furnias en el distrito municipal de Las Clavellinas, tambien recibe visitas a nivel nacional. 
Con el fin de ampliar las posibilidades de recreo y turismo de los habitantes y visitantes, el municipio está rehabilitando tres vías de acceso al Lago Enriquillo.

## Organizaciones Comunitarias
En el municipio se destaca la participación activa de cinco (5) núcleos de regantes, los cuales están ubicados en los sectores más significativos para la producción agrícola.